# Peter Kaplony
Peter Árpád Kaplony (15 juin 1933 à Budapest - 11 février 2011 à Zurich) est un égyptologue suisse d'origine hongroise.

## Biographie
Kaplony, fils d'un officier militaire hongrois, émigre en Suisse alors qu'il est encore enfant, en décembre 1944. Il devient citoyen suisse en 1958. Il étudie l'histoire ancienne, l'égyptologie, la langue arabe et la littérature arabe à l'université de Zurich et à l'université de Bâle. Il participe aux fouilles du temple solaire d'Ouserkaf à Abousir de 1954 à 1957 avec une équipe conjointe d'archéologues suisses et allemands. En 1959, il obtient le diplôme de docteur en philosophie à Zurich et, en 1964, son habilitation.
De 1970 jusqu'à sa retraite en 2000, Kaplony a été professeur assistant puis professeur d'égyptologie émérite à l'Institut oriental de l'université de Zurich. Ses études étaient particulièrement axées sur les périodes pré-dynastique et dynastique précoce de l'Égypte et il a publié principalement dans des revues de recherche allemandes et suisses.

## Ouvrages
- Les Inscriptions égyptiennes des premiers jours. 4 volumes, Harrassowitz, Wiesbaden de 1963 à 1964
- Les Sceaux-cylindres de l'Ancien Empire. La Fondation Reine Élisabeth Égyptologique, Bruxelles 1981